# Gustavo Lorenzetti
Gustavo Rubén Lorenzetti Espinosa, (Rosario, Santa Fe, Argentina, 10 de mayo de 1985) es un exfutbolista argentino nacionalizado chileno que jugaba como mediocampista. 
En su paso por la "U" consiguió torneos nacionales, dos Copa Chile, una Supercopa de Chile, llegar a semifinales de la Copa Libertadores 2012, y ganar la Copa Sudamericana 2011. En esta última, fue clave al anotar el segundo gol de la final de vuelta ante Liga de Quito.

## Trayectoria

### Rosario Central
Se unió a las filas juveniles de Rosario Central en 1994 con solo 9 años. En 2003 fue ascendido al primer equipo y solo con 18 años, ya el 28 de septiembre el DT Miguel Ángel Russo lo hace debutar al minuto 87 en reemplazó de Pablo "Vitamina" Sánchez haciéndolo jugar unos minutos (en Córdoba, igualdad 2-2 contra Talleres), de ahí en más jugó tres partidos más por el Apertura 2003 ingresandos en todos desde el banco sumando un total de 42 minutos.
Ya para el Clausura 2004 tomo más regularidad jugando 10 partidos (2 de ellos de titular), hasta que el 22 de febrero del 2004 debuta como titular contra Boca Juniors en Rosario, duelo en el que su equipo perdió por 1-2 en la Fecha 2, en ese mismo año el 4 de marzo debutó internacionalmente con solo 18 años, ingresando al minuto 18 por lesión de su compañero Mariano Herrón en el duelo contra Coritiba por la segunda jornada del Grupo 9 de la Copa Libertadores de América en el Estadio Gigante de Arroyito, finalmente su equipo ganó por 2 a 0.
Para el 2005 jugó bien poco y nada ingresando en los últimos minutos en los pocos partidos que jugó así que partió a préstamo.

### Coquimbo Unido
El año 2006, partió a préstamo sin opción de compra a Coquimbo Unido de Chile.
El 12 de febrero del 2006 marcó su primer gol en Chile y en el profesionalismo en la caída por 1-3 con Palestino por la tercera jornada del Torneo de Apertura, el talentoso volante argentino volvió a marcar en la siguiente fecha en la igualdad 1-1 con Universidad Católica y luego en la caída por 1-5 contra Colo-Colo por las fechas finales del torneo, Coquimbo hizo una pobre campaña terminando en el 15° lugar de 19.
En el segundo semestre del año, Lorenzetti fue figura del equipo y gracias a la buena campaña de Coquimbo Unido, el equipo clasificó a los Playoffs del Torneo de Clausura tras finalizar séptimos, cayeron en cuartos de final contra el O'Higgins de Jorge Garcés, durante 2006 hizo 4 goles y 12 asistencias de gol en total. Finalmente el contrato de Lorenzetti expiró y volvió a las filas de Rosario Central.

### Universidad de Concepción
En el año 2007, Gustavo nuevamente partió a préstamo, solo que esta vez con opción de compra, a la Universidad de Concepción por un año. El 28 de febrero de 2007 marcó su primer gol como penquista en la victoria por 3-1 sobre Deportes Puerto Montt por la sexta jornada del Torneo de Apertura, en el primer semestre del año, Lorenzetti hizo un buen torneo, jugando 20 partidos, solamente que su equipo hizo una pésima campaña terminando en el 15° lugar. En el Torneo de Clausura todo fue diferente. El equipo se ubicó cuarto en la clasificación del torneo. De esta forma, el equipo de Marcelo Barticciotto llegó a los Playoffs, eliminando en los cuartos de final a la Universidad Católica por 2-0 con un gol de Gustavo y otro de Fernando Solís en condición de local ya que antes en la ida cayeron por 5-3 en San Carlos clasificando por gol de visitante, en las semifinales a Audax Italiano, en el primer duelo cayeron por 2-3 de local mientras que en la vuelta ganaron por un dramático 3-1 clasificándose a la final en el último minuto con gol de Lorenzetti, siendo esta además la primera definición por el título en su historia desde su creación en 1994 (siendo el equipo profesional más joven en lograrlo).
Enfrentaron a Colo Colo, la primera final se disputó el 20 de diciembre en el Estadio Municipal de Concepción y los "albos" ganaron por la cuenta mínima con solitario gol de Gustavo Biscayzacú, la revancha se jugó tres días después en el Estadio Monumental y los albos campeonaron ganando por 3-0 (4-0 global), saliendo vicecampeones de aquel campeonato. Finalmente Gustavo jugó 25 partidos y anotó 4 goles.
El 28 de diciembre del 2007 la Universidad de Concepción compra el pase de Gustavo en 300 mil dólares y Rosario lo transfiere finalmente al cuadro penquista.
En el año siguiente 2008, su club tuvo malas campañas tanto en el Torneo de Apertura como en el Clausura, tan malas que incluso tuvieron que disputar una liguilla de promoción contra Coquimbo Unido para no descender a la Primera B la cual ganaron por un rotundo 5-1 global.
Pero en la Copa Chile 2008-09 eliminó a diferentes equipos como Cobreloa en los cuartos de final por 3-0 con Gustavo marcando un gol, a la Unión Española en las Semifinales por 2-1 y ganando su primer título profesional con un medio cupo para la Copa Sudamericana 2009 tras vencer a Deportes Ovalle en la final por 2-1 en el Estadio Francisco Sánchez Rumoroso de Coquimbo.
El 25 de abril marcó de cabeza en la igualdad 1-1 con la Universidad de Chile por el Apertura 2009. El 16 de julio disputaron la Definición Pre-Sudamericana contra Universidad de Chile a un único partido jugado en el Estadio Francisco Sánchez Rumoroso donde perdieron por 3-1.
El 19 de septiembre marcó el único gol en la trabajada victoria por 1-0 sobre Cobreloa en calidad de local por el Clausura 2009, terminaron en el quinto lugar la fase regular clasificándose a Play-offs luego de 3 torneos sin acceder a esa fase siendo eliminados por el campeón del torneo Colo-Colo en cuartos de final.
Durante el Torneo Nacional 2010 terminaron en la 15.ª posición teniendo que disputar una Liguilla de Promoción para mantener la categoría contra Curicó Unido, los penquistas ganaron por 5-2 global con un gol incluido de Lorenzetti. Finalmente Lorenzetti jugó 35 partidos por aquel torneo marcando 4 veces.
Para el Torneo de Apertura 2011 jugó 17 encuentros, marcando 3 goles y dando 3 asistencias aunque su equipo nuevamente hizo una magra campaña terminando 13° lugar con 20 puntos, a cuatro de los playoffs.
Lorenzetti comenzó a ser considerado como un jugador de mucha proyección y veloz dado su buen nivel en Universidad de Concepción, lo cual lo instala en las carpetas de los clubes grandes de Santiago.

### Universidad de Chile
Y es así como el 9 de junio del 2011, Gustavo es anunciado como nuevo jugador de la Universidad de Chile, flamante Campeón del Torneo de Apertura a cambio de 600 mil dólares, de cara al segundo semestre del campeonato de la Primera División de Chile. Siendo presentando el 17 de junio y firmando un contrato por tres años.

#### Temporada 2011
De esta forma comienza una nueva historia para el hábil volante, la cual lo vincula como nuevo jugador desde el segundo semestre del año 2011, generando así gran expectación entre los hinchas azules. Con este cambio, Lorenzetti vuelve a participar en competencias internacionales, como lo es la Copa Sudamericana 2011 (exhibiendo un gran rendimiento en partidos claves), y la Copa Libertadores de América de 2012.
Su primer gol por la "U" fue justamente en su primer partido oficial, el día 30 de julio; válido por la primera fecha del Clausura 2011. Ingresando en el entretiempo por Gustavo Canales en un partido que terminó 3 goles a cero frente a Deportes La Serena. En su segundo partido oficial, contra Cobreloa hizo su debut como titular, Lorenzetti anotó dos goles en la victoria por 3-1 sobre los loinos y fue elegido "Jugador del Partido" por los comentaristas del CDF.
Algunas semanas más tarde, anotó otro doblete en la goleada por 4-1 sobre Ñublense por la Fecha 6 llegando a 5 goles en sus 6 primeros partidos de liga por la U y en la siguiente semana volvió a anotar en la goleada por 3-0 sobre Unión San Felipe logrando 7 triunfos consecutivos por torneos nacionales e igualando la histórica marca del Ballet Azul.
El 19 de octubre marcó su primer gol internacional en la goleada sobre el Flamengo de Ronaldinho en Brasil anotando el 4-0 final por la ida de los octavos de final de la Copa Sudamericana 2011, el 30 de octubre jugó el primer superclásico de su carrera enfrentándose a Colo-Colo en el Estadio Monumental por la decimosegunda fecha del torneo nacional y "albos" y "azules" igualaron 2-2 en un polémico superclásico para Colo Colo anotó Esteban Paredes en doble oportunidad y para la U Charles Aránguiz y un autogol de Osmar Molinas al minuto 90+10' de agregado. Lorenzetti ingresó al entretiempo por Albert Acevedo, esto debido a la expulsión de Osvaldo González.

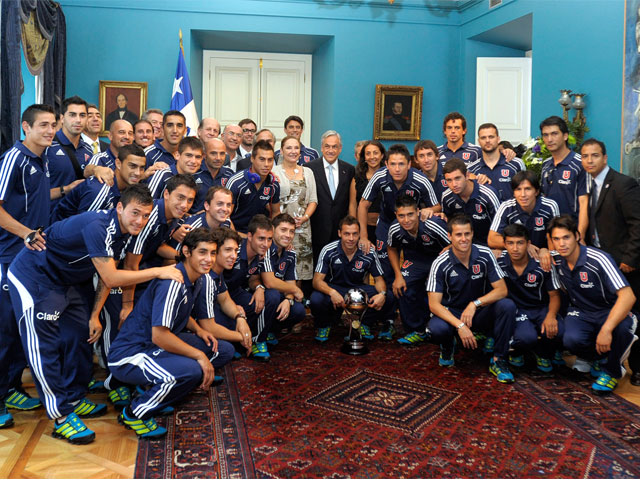
Gustavo Lorenzetti junto al plantel de la «U» campeón de la Copa Sudamericana 2011, siendo recibidos por el entonces presidente Sebastián Piñera en el Palacio de La Moneda.

El 8 de diciembre del 2011, la Universidad de Chile jugó la primera final internacional de su historia esto por la Copa Sudamericana contra Liga de Quito en Ecuador dando la sorpresa al ganar por la cuenta mínima con solitario gol de Eduardo Vargas, Lorenzetti fue alternativa en aquel encuentro y no ingresó al encuentro.. La revancha se jugó seis días después en el Estadio Nacional Julio Martínez Prádanos y la "U" dio un carnaval de fútbol, Lorenzetti nuevamente fue alternativa e ingresó al minuto 54 por Francisco Castro y marcó el gol de la tranquilidad al minuto 79 tras capturar un rebote en área menor anotando el 2-0 minutos antes al 67 recibió un tremendo codazo del defensor ecuatoriano Jorge Guagua que se fue expulsado, luego Eduardo Vargas anotó el 3-0 final en los últimos suspiros del partido sentenciado la final por un rotundo 4-0 global logrando así la Historia del Club Universidad de Chile el primer título internacional de su historia. Lorenzetti fue una de las piezas claves en el primer título internacional en la historia de la U jugando 11 partidos de 14 como volante central junto a Charles Aránguiz y Marcelo Díaz en el esquema de Jorge Sampaoli, 7 de ellos de titular y marcando dos goles en los 737 minutos que estuvo en cancha.
Regresando al plano local jugaron la final del Torneo de Clausura 2011 contra Cobreloa, la ida se jugó el 26 de diciembre igualando 0-0 en el Zorros del Desierto y la vuelta en el Nacional goleando por 3-0 cerrando así un mágico 2011 con su tercer título anual, Lorenzetti saldría al minuto 57 por otro ídolo azul Diego Gabriel Rivarola
Lorenzetti nuevamente fue pieza clave en este título azul al jugar 21 encuentros de 25 (sumando la definición Pre Sudamericana).

#### Temporada 2012
El 21 de febrero del 2012 fue una de las grandes figuras en el duelo contra Godoy Cruz por la segunda jornada del Grupo 8 de la Copa Libertadores, ya que marcó 1 gol y dio 2 asistencias. El 17 de marzo marcó un gol en la victoria por 3-2 sobre Unión Española iniciando la remontada azul por el Torneo Apertura 2012.

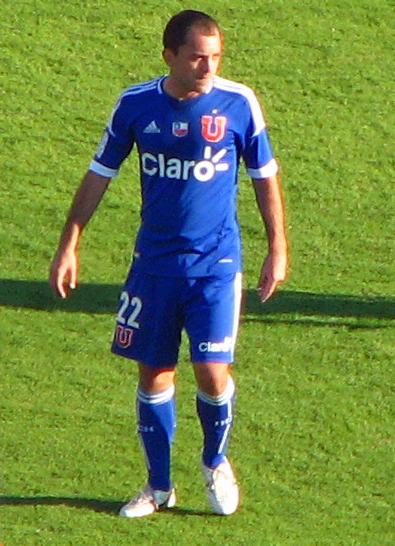
Lorenzetti disputando el superclásico del fútbol chileno entre la Universidad de Chile y Colo Colo por la Fecha 14 del Torneo de Apertura 2012 en el Estadio Nacional Julio Martínez Pradanos el día 29 de abril del 2012 donde los azules golearon por un histórico 5-0 a su clásico rival.

El 29 de abril se enfrentó por segunda vez en su carrera a Colo Colo vistiendo la camiseta de la U, esto por la Fecha 14 del Apertura y fue partícipe en la histórica goleada por 5-0 sobre los albos en el Nacional, recibiendo amarilla y saliendo al minuto 76 por Guillermo Marino. El 10 de mayo nuevamente fue pieza importante en un partido clave y esta vez dio 2 asistencias a Junior Fernandes (Con quien formó gran dupla el primer semestre de 2012) en la histórica goleada por 6-0 sobre Deportivo Quito en condición de local por los Octavos de final vuelta de la Copa Libertadores 2012, esto fue importante ya que cayeron por 1-4 en la ida en Quito clasificando por un 7-4 global.
Ya en los cuartos de final de la Copa jugaron contra Libertad de Paraguay, la ida se jugó el 16 de mayo en Asunción e igualaron 1-1 Gustavo marcó el gol azul al 55 tras tomar el balón acomodarse desde fuera del área y ejecutar un zurdazo colocado que rebotó en un defensor rival y descolocando al arquero Rodrigo Muñoz equiparando las acciones, ocho días después se jugó la revancha e igualaron 1-1 otra vez en Chile teniendo que definir la llave tanda de penales, luego de un notable tapadon de Johnny Herrera (quien fue figura en la tanda), Lorenzetti marcó el quinto y definitivo penal que significó el 5-3 definitivo y su segunda semifinal de Copa Libertadores para los azules en 3 años.
El 14 de junio jugaron la primera semifinal contra Boca Juniors en el Estadio La Bombonera cayendo por 2-0. Finalmente los azules fueron eliminados en la revancha tras igualar 0-0 en Santiago, Lorenzetti no jugó dicho duelo producto de una lesión en el talón, fue pieza clave en aquella campaña azul jugando 10 duelos (8 de titular) marcando 2 goles en los 751 minutos que estuvo.
Ya recuperado regresó a las canchas tres semanas después el 1 de julio por la Final del Torneo Apertura 2012 contra O'Higgins, con Lorenzetti en cancha desde el minuto 1 los azules ganaron por 2-1 con goles de Charles Aránguiz y Guillermo Marino revirtiendo el 1-2 en contra de la ida, la definición del título se definió en lanzamientos penales donde Johnny Herrera se vistió de héroe al atajar tres penales y en el último que atajó a (Enzo Gutiérrez) le dio a los azules la estrella 16 de su historia y su primer tricampeonato. Lorenzetti no participó en aquella tanda ya que salió al minuto 79 por Luis Felipe Gallegos, jugó 12 partidos en aquel título azul (9 de ellos de titular) anotando un gol en los 805 minutos que estuvo en cancha.
El 1 de agosto se disputó la Copa Suruga Bank 2012 que juntaba a los campeones de la Copa Sudamericana y de la Copa J. League, el rival por el título fue el Kashima Antlers, el partido se disputó en el Kashima Soccer Stadium de Japón, Lorenzetti ingresó al minuto 62 por Sebastián Ubilla en un duelo donde ambos conjuntos igualaron 2 a 2 al término de los 90 minutos reglamentarios, teniendo que definir el ganador mediante lanzamientos penales donde se impuso el conjunto japonés por 7-6, de esta forma la U perdió la opción de ganar su segundo título internacional de su historia. El 8 de agosto marcó en la sufrida victoria por 3-2 sobre Palestino por el Torneo de Clausura 2012.
Luego el 22 de agosto la U se enfrentó al Santos de Brasil por la ida de la Recopa Sudamericana, bajo una fuerte lluvia en la capital chilena igualaron 0-0 en un reñido partido donde Neymar error un lanzamiento penal tras rebalarse. Tres días después anotó su segundo gol en el Torneo de Clausura en rotunda caída por 5-2 sobre Unión Española en calidad de visita.
El 26 de septiembre se disputó la revancha de la Recopa Sudamericana en el Estadio Pacaembú de Sao Paulo donde Santos logró su primera Recopa de toda su historia al vencer por 2-0 al equipo chileno con tantos de Neymar y Bruno Peres, como anécdota el astro brasileño Neymar nuevamente se perdió un penal o más bien lo atajo Johnny Herrera.
El 13 de octubre marcó en la goleada por 4-1 sobre Santiago Wanderers en Valparaíso por la fase grupal de la Copa Chile 2012-13. En el torneo local terminaron segundos en la fase regular con 33 puntos, los mismos que Colo-Colo solo que segundos por diferencia de gol (CC +18; UCH +14), ya en los cuartos de final quedaron emparejados con Unión Española, la ida jugada en el Laura terminaron igualados 0-0, la revancha se jugó en el Nacional y los azules caerían de forma estrepitosa por 4-1.

#### Temporada 2013
El 29 de enero de 2013 anotó en el triunfo por 2-0 sobre Unión Temuco por los cuartos de final vuelta de la Copa Chile 2012-13, sembró la tranquilidad con un remate cruzado inaugurando el marcador al minuto 22 (global 4-0).
El 8 de mayo se consagró campeón de la Copa Chile, siendo una de las figuras en la final en donde daría una asistencia de gol a Isaac Díaz, para que este último marcase el 1-0 parcial a favor de los azules, saldría al minuto 60 por Guillermo Marino al término del partido la Universidad de Chile terminó ganando por 2-1 a su clásico rival la Universidad Católica, con gol de Juan Ignacio Duma al minuto 90+1.

#### Temporada 2013/14
El 10 de julio del 2013 se jugó la Supercopa de Chile entre la Unión Española y la Universidad de Chile en el Estadio Regional Calvo y Bascuñán de Antofagasta y los azules cayeron por 2-0, duelo en el que el Duende fue titular saliendo al minuto 77 por Ramón Fernández.
El 6 de agosto cerró la goleada por 5-0 sobre Real Potosí por la Copa Sudamericana anotando el quinto tanto al minuto 92.
Mientras que por el Torneo de Apertura 2013 terminaron en el cuarto lugar y tuvieron que jugar una liguilla para tratar de clasificar a la Copa Libertadores 2014, en la que vencieron a Deportes Iquique en la final por un rotundo 5-0 global.
El 13 de febrero del 2014 se vistió de héroe al marcar el único gol en el triunfo por la cuenta mínima sobre Defensor Sporting en calidad de local por la primera jornada del Grupo 5 de la Copa Libertadores, al minuto 81 tras capturar un rebote en el área luego de un tiro de esquina. Dos semanas después anotó el único gol en la categórica caída por 1-5 ante Cruzeiro en Brasil.
El 1 de marzo anotó en la igualdad 3-3 con Unión Española en el Estadio Santa Laura por la novena fecha del Torneo de Apertura 2014, unas semanas después el 23 de marzo anotó en el clásico universitario contra la Universidad Católica en el Estadio San Carlos de Apoquindo marcando el 2-0 tras pase de Patricio Rubio (figura del encuentro).

#### Temporada 2014/15
Tras la salida de Cristián Romero de la banca azul, Lorenzetti pasaría a ser una alternativa para Martín Lasarte ingresando desde el banco aunque poco a poco volvería a recuperar la titular pero no su gran nivel durante los años 2011-2012.
El 6 de diciembre del 2014, se consagró campeón por cuarta vez vistiendo la camiseta de Universidad de Chile, en el Torneo de Apertura 2014 por la última fecha del torneo local donde enfrentaron a Unión La Calera en el Estadio Nacional Julio Martínez Pradanos ganando por la cuenta mínima con solitario gol de Gustavo Canales bajando su 17° estrella de su historia, Lorenzetti fue titular todo el encuentro.
No fue tan protagonista en esta nueva conquista azul a diferencia otros títulos al jugar 12 de 17 partidos en la campaña del campeón, solo 7 de titular jugando 759 minutos y siendo titular permanente de la Fecha 12 en adelante.
El 5 de marzo del 2015 marcó luego de casi un año con los azules, al minuto 20 con un zurdazo bajo dentro del área inalcanzable para Daniel Vaca colocando el 1-1 parcial ante The Strongest por la tercera fecha del Grupo 4 de la Copa Libertadores 2015, luego Sebastián Ubilla y Gustavo Canales sellaron la remontada azul. El 11 de abril volvió a marcar por torneos nacionales luego de 13 meses en la goleada por 4-0 sobre Cobreloa en calidad de local.
A mediados de año renovó con los azules hasta 2017.

#### Temporada 2015/16
El 26 de julio de 2015 cumplió 200 partidos con la camiseta de Universidad de Chile en la igualdad de local 1-1 con Deportes Antofagasta por la jornada inaugural del Torneo de Apertura. El 1 de agosto marcó en la igualdad 2-2 con Rangers durante la fase grupal de la Copa Chile.
El 30 de septiembre, se consagró campeón de la Supercopa de Chile 2015 con la camiseta de la "U", siendo esta copa la primera alcanzada por el club en donde Universidad de Chile derrotó por un ajustado 2-1 a Universidad de Concepción en el Estadio Germán Becker de Temuco, siendo Lorenzetti uno de los jugadores más destacados del encuentro jugando los 90 minutos.
El 2 de diciembre del mismo año se consagró campeón de la Copa Chile contra su histórico rival Colo-Colo, Mathías Corujo abrió la cuenta para los azules al minuto 25 con un golazo, Lorenzetti fue titular y salió al minuto 68 por Gonzalo Espinoza y luego al minuto 92 de encuentro Luis Pedro Figueroa capturó un rebote en el área anotando el 1-1 final y en los lanzamientos penales la U ganó por 5-3 con Johnny Herrera como figura. Con esto sumó su séptimo título con la Universidad de Chile desde su llegada al cuadro azul en el Clausura 2011, los cuales son 3 campeonatos nacionales, dos Copa Chile una Supercopa de Chile y la Copa Sudamericana 2011. Por dicha Copa Chile 2015 el "Duende" jugó 6 partidos, 4 de titular marcando 1 gol en los 378 minutos que estuvo en cancha, además es uno de los más queridos por la hinchada del club, en donde es considerado uno de los grandes ídolos en los últimos años.
El 24 de enero de 2016 fue partícipe de la histórica goleada de la "U" ante O'Higgins de Rancagua por un rotundo 8-1 por la segunda fecha del Torneo de Clausura con Lorenzetti como protagonista, inició la segunda etapa marcando de inmediato el 3-1 al segundo minuto del segundo tiempo tras un pase de Patricio Rubio que Lorenzetti remato bajo, y tan solo cinco minutos después anota el 4-1 transformando el duelo en goleada tras pase de Matías Rodríguez y al minuto 90+1 coronó su primer triplete en su carrera poniendo el 8-1 definitiva y cerrando la fiesta en el Nacional.

#### Temporada 2016/17
El 12 de enero del 2017 el volante argentino recibió la nacionalización chilena tras llevar 11 años en el país liberando un cupo de extranjero para los azules.
El 1 de abril se fue expulsado con roja directa en el duelo contra Universidad de Concepción al minuto 14 tras un planchazo a la rodilla del uruguayo Gonzalo Barreto, siendo esa la primera expulsión en toda su carrera profesional, por la octava fecha del Clausura 2017 recibiendo dos fechas de suspensión y perdiéndose el superclásico contra Colo Colo.
El 14 de mayo volvió a marcar luego de casi un año y medio al minuto 32 del partido contra O'Higgins en Rancagua por la penúltima fecha del torneo, tras un disparo de Felipe Mora que dio en el poste paseándose la pelota por el área de Miguel Pinto y luego de un rebote en un zaguero celeste, Lorenzetti apareció a tiempo para empujar la pelota al arco y abrir el marcador en el Teniente, luego Fabián Monzón y Mora anotaron el 2-0 y 3-0 respectivamente en el triunfo azul que ayudó a llevar a su equipo a ser puntero de cara a la última fecha tras el empate de Colo Colo ante Deportes Antofagasta en el Estadio Monumental.
El 20 de mayo la U venció por la cuenta mínima a San Luis de Quillota con solitario gol de Felipe Mora en un Estadio Nacional repleto, Lorenzetti fue titular todo el encuentro jugando un buen encuentro, así se coronaron campeones por 18° vez en su historia con 30 puntos uno más que Colo Colo (que había ganado 3-1 a Cobresal en el norte).
Lorenzetti fue pilar fundamental durante el torneo junto a Lorenzo Reyes, Jean Beausejour, Johnny Herrera y, sobre todo, el goleador del campeonato Felipe Mora (con 13 anotaciones), jugando 13 partidos (todos de titular) de 15 en el título azul marcando un gol en los 960 minutos que estuvo en cancha con dos asistencias y siendo expulsado una vez perdiéndose los dos partidos que se perdió por aquel torneo por sanción, dio la fortaleza mental que ese equipo necesitaba para ser campeón, le dio el empuje necesario junto a varios de sus compañeros para ganar el campeonato número 18 de la Universidad de Chile, luego de un sufrido enfrentamiento contra San Luis de Quillota. Y recuperando su nivel futbolístico con Ángel Guillermo Hoyos que había perdido con los últimos entrenadores.

#### Temporada 2017
El 4 de agosto de 2017 marcó un doblete en el triunfo por 2-1 contra Deportes Temuco, al minuto 42 Lorenzetti avanzó frontal, haciendo una pared con Leandro Benegas para que el volante azul rematará con zurda dentro del área marcando su primer gol en el Torneo de Transición 2017 y el 1-1 parcial, al minuto 79 marcó un verdadero golazo tras rematar desde la media luna con un zurdazo preciso dejando parado al meta Gamonal anotando el 2-1 final y siendo elegido la figura del partido.
El 3 de diciembre marcó en el triunfo por 3-1 sobre Universidad de Concepción en condición de visitante por la última fecha del Transición, tras un centro de Pinilla que Muñoz manoteó dando en el travesaño, la pelota le quedó a Ubilla que cedió a Lorenzetti que estaba mejor ubicado y marcó el 2-0 parcial clavándola sin problemas.
El 9 de diciembre se jugó la última fecha del Transición 2017 y la U con Lorenzetti de titular venció por la cuenta mínima a Deportes Iquique con gol de Alejandro Contreras en los minutos finales finalizando tercera del torneo con 30 puntos, detrás de Unión Española y Colo Colo subcampeón y campeón de dicho campeonato.
Jugó 13 partidos por el Torneo de Transición marcando 3 goles y bajando considerablemente su nivel comparado con el del primer semestre de 2017

#### Temporada 2018
Gustavo no tuvo tanta continuidad con los azules, en donde su equipo término 3 en la Primera División de Chile 2018, clasificado a segunda fase de la Copa Libertadores 2019, semifinalista de la Copa Chile 2018 y eliminado en fase de grupos de la Copa Libertadores 2018, en donde hubo tres entrenadores en el año. 
A finales de ese año se fue del cuadro universitario tras 8 años en el club.

### Nacional
En enero de 2019 Lorenzetti pasa a jugar a préstamo en el Nacional, donde tuvo poca continuidad, pero ganó igual el Torneo Clausura 2019, el Campeonato Uruguayo de Primera División 2019 y la Supercopa Uruguaya 2019

### Deportes Iquique
En 2020 regreso a Chile para jugar por Deportes Iquique, donde tuvo más continuidad, pero su equipo descendió a la Primera B de Chile 2021
En 2021 jugó 97 partidos y marcó un gol en la derrota 3-1 ante  Universidad de Concepción.

### Retirada Deportiva
El 18 de abril de 2023, Gustavo Lorenzetti anunciaba su retiro a través de Instagram, Tik tok

## Selección nacional
Fue internacional con la Selección de fútbol de Argentina a principios del año 2002, llamado por Marcelo Bielsa como sparring de la selección mayor en sus preparativos para el Mundial 2002.

## Participaciones internacionales
| Club                         | Año  | Competencia                                                              | Resultado                               |
| ---------------------------- | ---- | ------------------------------------------------------------------------ | --------------------------------------- |
| Rosario Central Argentina    | 2004 | Copa Libertadores                                                        | Octavos de final                        |
| Rosario Central Argentina    | 2005 | Copa Sudamericana                                                        | Octavos de final                        |
| Universidad de Chile · Chile | 2011 | Copa Sudamericana                                                        | Campeón                                 |
| Universidad de Chile · Chile | 2012 | Copa Libertadores Copa Suruga Bank Recopa Sudamericana Copa Sudamericana | Semifinales Subcampeón Cuartos de final |
| Universidad de Chile · Chile | 2013 | Copa Libertadores Copa Sudamericana                                      | Fase de grupos Octavos de final         |
| Universidad de Chile · Chile | 2014 | Copa Libertadores                                                        | Fase de grupos                          |
| Universidad de Chile · Chile | 2015 | Copa Libertadores                                                        | Fase de grupos                          |
| Universidad de Chile · Chile | 2016 | Copa Libertadores                                                        | Primera fase                            |
| Universidad de Chile · Chile | 2017 | Copa Sudamericana                                                        | Primera Fase                            |
| Universidad de Chile · Chile | 2018 | Copa Libertadores                                                        | Fase de grupos                          |
| Nacional · Uruguay           | 2019 | Copa Libertadores                                                        | Octavos de final                        |

## Estadísticas

### Clubes
| Club                              | Div.          | Temporada     | Liga  | Liga  | Copas nacionales | Copas nacionales | Torneos internacionales | Torneos internacionales | Total | Total | Media goleadora |
| Club                              | Div.          | Temporada     | Part. | Goles | Part.            | Goles            | Part.                   | Goles                   | Part. | Goles | Media goleadora |
| --------------------------------- | ------------- | ------------- | ----- | ----- | ---------------- | ---------------- | ----------------------- | ----------------------- | ----- | ----- | --------------- |
| Rosario Central Argentina         | 1.ª           | 2003-04       | 14    | 0     | —                | —                | 3                       | 0                       | 16    | 0     | 0.00            |
| Rosario Central Argentina         | 1.ª           | 2004-05       | 5     | 0     | —                | —                | —                       | —                       | 5     | 0     | 0.00            |
| Rosario Central Argentina         | 1.ª           | 2005-06       | 3     | 0     | —                | —                | —                       | —                       | 3     | 0     | 0.00            |
| Rosario Central Argentina         | Total club    | Total club    | 22    | 0     | 0                | 0                | 3                       | 0                       | 25    | 0     | 0.00            |
| Coquimbo Unido · Chile            | 1.ª           | 2006          | 37    | 4     | —                | —                | —                       | —                       | 37    | 4     | 0.11            |
| Coquimbo Unido · Chile            | Total club    | Total club    | 37    | 4     | 0                | 0                | 0                       | 0                       | 37    | 4     | 0.11            |
| Universidad de Concepción · Chile | 1.ª           | 2007          | 45    | 5     | —                | —                | —                       | —                       | 45    | 5     | 0.11            |
| Universidad de Concepción · Chile | 1.ª           | 2008          | 31    | 3     | 2                | 0                | —                       | —                       | 33    | 3     | 0.09            |
| Universidad de Concepción · Chile | 1.ª           | 2009          | 33    | 2     | 7                | 1                | —                       | —                       | 40    | 3     | 0.08            |
| Universidad de Concepción · Chile | 1.ª           | 2010          | 35    | 4     | 2                | 0                | —                       | —                       | 37    | 4     | 0.11            |
| Universidad de Concepción · Chile | 1.ª           | 2011          | 17    | 3     | —                | —                | —                       | —                       | 17    | 3     | 0.18            |
| Universidad de Concepción · Chile | Total club    | Total club    | 161   | 17    | 11               | 1                | 0                       | 0                       | 172   | 18    | 0.1             |
| Universidad de Chile · Chile      | 1.ª           | 2011          | 21    | 6     | 3                | 0                | 11                      | 2                       | 35    | 8     | 0.23            |
| Universidad de Chile · Chile      | 1.ª           | 2012          | 29    | 4     | 5                | 1                | 17                      | 2                       | 51    | 7     | 0.14            |
| Universidad de Chile · Chile      | 1.ª           | 2013          | 12    | 0     | 5                | 1                | 5                       | 0                       | 22    | 1     | 0.05            |
| Universidad de Chile · Chile      | 1.ª           | 2013-14       | 35    | 4     | 7                | 0                | 14                      | 3                       | 56    | 7     | 0.13            |
| Universidad de Chile · Chile      | 1.ª           | 2014-15       | 25    | 1     | 3                | 0                | 6                       | 1                       | 34    | 2     | 0.06            |
| Universidad de Chile · Chile      | 1.ª           | 2015-16       | 25    | 3     | 7                | 1                | 2                       | 0                       | 34    | 4     | 0.12            |
| Universidad de Chile · Chile      | 1.ª           | 2016-17       | 25    | 1     | 4                | 0                | 2                       | 0                       | 31    | 1     | 0.03            |
| Universidad de Chile · Chile      | 1.ª           | 2017          | 11    | 3     | 6                | 0                | —                       | —                       | 17    | 3     | 0.18            |
| Universidad de Chile · Chile      | 1.ª           | 2018          | 14    | 0     | 5                | 0                | 2                       | 0                       | 21    | 0     | 0.00            |
| Universidad de Chile · Chile      | Total club    | Total club    | 197   | 22    | 35               | 3                | 59                      | 8                       | 291   | 33    | 0.11            |
| Nacional · Uruguay                | 1.ª           | 2019          | 12    | 0     | 0                | 0                | 3                       | 0                       | 15    | 0     | 0.00            |
| Nacional · Uruguay                | Total club    | Total club    | 12    | 0     | 0                | 0                | 3                       | 0                       | 15    | 0     | 0.00            |
| Deportes Iquique · Chile          | 1.ª           | 2020          | 28    | 0     | —                | —                | —                       | —                       | 28    | 0     | 0.00            |
| Deportes Iquique · Chile          | 2ª            | 2021          | 14    | 1     | —                | —                | —                       | —                       | 14    | 1     | 0.07            |
| Deportes Iquique · Chile          | 2ª            | 2022          | 21    | 0     | —                | —                | —                       | —                       | 21    | 0     | 0.00            |
| Deportes Iquique · Chile          | Total club    | Total club    | 63    | 1     | 0                | 0                | 0                       | 0                       | 63    | 1     | 0.02            |
| Total carrera                     | Total carrera | Total carrera | 492   | 44    | 46               | 4                | 65                      | 8                       | 603   | 56    | 0.09            |
| 1. 2.                             |               |               |       |       |                  |                  |                         |                         |       |       |                 |

### Tripletes
Partidos en los que anotó tres o más goles:
 Actualizado de acuerdo al último partido jugado el 1 de noviembre de 2022.
| Partidos en los que anotó tres o más goles | Partidos en los que anotó tres o más goles | Partidos en los que anotó tres o más goles | Partidos en los que anotó tres o más goles | Partidos en los que anotó tres o más goles | Partidos en los que anotó tres o más goles | Partidos en los que anotó tres o más goles |
| N.º                                        | Fecha                                      | Estadio                                    | Partido                                    | Goles                                      | Resultado                                  | Competición                                |
| ------------------------------------------ | ------------------------------------------ | ------------------------------------------ | ------------------------------------------ | ------------------------------------------ | ------------------------------------------ | ------------------------------------------ |
| 1                                          | 24 de enero de 2016                        | Nacional, Santiago                         | Universidad de Chile - O'Higgins           |                                            | 8 - 1                                      | Torneo Clausura 2016                       |

## Palmarés

### Campeonatos nacionales
| Título                      | Club                      | País    | Año     |
| --------------------------- | ------------------------- | ------- | ------- |
| Copa Chile                  | Universidad de Concepción | Chile   | 2008-09 |
| Primera División de Chile   | Universidad de Chile      | Chile   | 2011-C  |
| Primera División de Chile   | Universidad de Chile      | Chile   | 2012-A  |
| Copa Chile                  | Universidad de Chile      | Chile   | 2012-13 |
| Primera División de Chile   | Universidad de Chile      | Chile   | 2014-A  |
| Supercopa de Chile          | Universidad de Chile      | Chile   | 2015    |
| Copa Chile                  | Universidad de Chile      | Chile   | 2015    |
| Primera División de Chile   | Universidad de Chile      | Chile   | 2017-C  |
| Supercopa Uruguaya          | Nacional                  | Uruguay | 2019    |
| Torneo Clausura             | Nacional                  | Uruguay | 2019    |
| Primera División de Uruguay | Nacional                  | Uruguay | 2019    |

### Campeonatos internacionales
| Título            | Club                 | País  | Año  |
| ----------------- | -------------------- | ----- | ---- |
| Copa Sudamericana | Universidad de Chile | Chile | 2011 |